# Анте Кесић
Анте Кесић (Сплит, 4. децембар 1900 — Сплит, 24. август 1971) био је југословенски фудбалер.

## Биографија
Рођен је 4. децембра 1900. године у Сплиту. Играо је на позицији халфа. У дресу сплитског Хајдука дебитовао је 1922. године и играо за тај клуб до 1927. године. У Хајдук је стигао из екипе сплитског Југа. За пет година, колико је носио дрес бијелих, одиграо је 91 утакмицу. У то време није било пуно утакмица, у периоду од 1924. до 1927. године било је мало првенствених утакмица. Приређиване су углавном турнеје и пријатељски сусрети. Након завршетка играчке каријере дуги низ година био је члан управе Хајдука. За време окупације и Другог светског рата у његовој посластичарници су били сачувани сви Хајдукови трофеји. За репрезентацију Краљевине Југославије одиграо је једну утакмицу. Наступио је 28. септембра 1924. против Чехословачке у Загребу (резултат 0:2).
Преминуо је 24. августа 1971. године у Сплиту.